# Pantitlán (stanice metra v Ciudad de México)

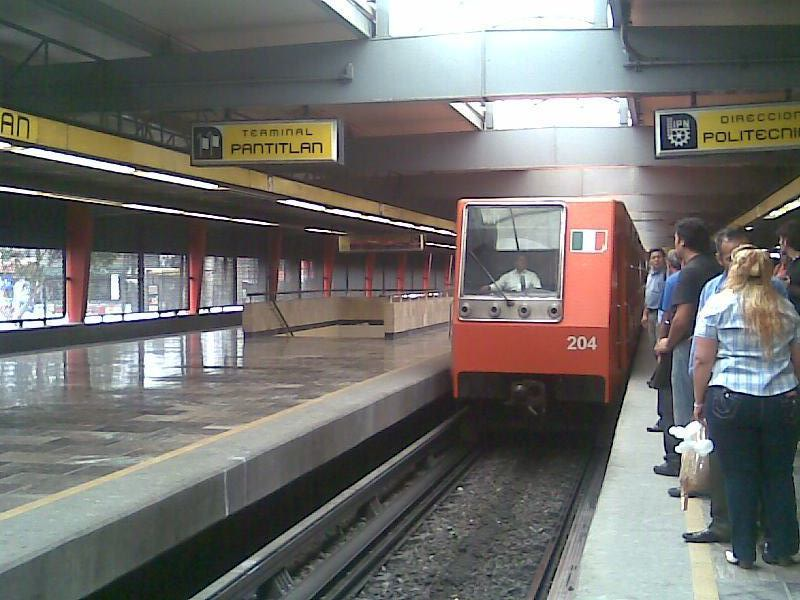
Vlak ve stanici metra

Pantitlán je největší a nejvýznamnější přestupní stanice metra v Ciudad de México, hlavním městě Mexika.
Nachází se ve východní části města, ve čtvrti Iztacalco. Je to rozsáhlý dopravní terminál kde je možný přestup mezi čtyřmi linkami metra (všechny linky 1,5,9,A zde zároveň jsou i ukončeny), stovkami autobusových a jednou trolejbusovou linkou. Stanice je však konstruována velmi poddimenzovaně na současný provoz. Proslavila se roku 1990, kdy zde byly natáčeny některé scény z amerického akčního filmu Total Recall. Stanice slouží veřejnosti od 19. prosince 1981.
V roce 2013 se ve stanici metra narodilo dítě, které získalo od dopravního podniku Cd. México doživotní bezplatnou jízdenku zdarma.

## Symbol
Symbolem stanice jsou dvě vlajky (jméno Pantitlán znamená v aztéckém jazyce Nahuatl „mezi vlajkami“). V dobách Aztéků se na místě současné stanice nacházelo jezero Texcoco. Aztékové na něm umisťovali vlajky, aby varovali před nebezpečími. Podkladem symbolu stanice jsou čtyři barvy všech zde končících linek uspořádané do diagonálních pruhů.